# Сомано
Сомано (итал. Somano) је насеље у Италији у округу Кунео, региону Пијемонт.
Према процени из 2011. у насељу је живело 213 становника. Насеље се налази на надморској висини од 502 м.

## Становништво
Према резултатима пописа становништва 2011. у општини је живело 361 становника.
| 1931. | 1936. | 1951. | 1961. | 1971. | 1981. | 1991. | 2001. | 2011. |
| ----- | ----- | ----- | ----- | ----- | ----- | ----- | ----- | ----- |
| 1.019 | 1.015 | 875   | 668   | 567   | 498   | 426   | 386   | 361   |